# Øystein Pettersen
Øystein Pettersen (19 januari 1983) is een Noorse langlaufer die is gespecialiseerd in de sprint. Pettersen vertegenwoordigde zijn vaderland op de Olympische Winterspelen 2010 in Vancouver, Canada.

## Carrière
Pettersen maakte zijn wereldbekerdebuut in maart 2003 in Oslo, vijf dagen later scoorde hij in Drammen zijn eerste wereldbekerpunten. In maart 2006 behaalde de Noor in Borlänge zijn eerste toptienklassering en een half jaar later stond hij in Düsseldorf voor de eerste maal in zijn carrière op het podium. Tijdens de Olympische Winterspelen van 2010 in Vancouver eindigde Pettersen als zesde op de sprint. Op het onderdeel teamsprint veroverde hij samen met Petter Northug de gouden medaille.

## Resultaten

### Olympische Spelen
| Jaar | Plaats    | Resultaten                                             |
| ---- | --------- | ------------------------------------------------------ |
| 2010 | Vancouver | 6e Sprint (klassieke stijl) · Teamsprint (vrije stijl) |

### Wereldbeker

#### Eindklasseringen
| Seizoen   | Plaats | Punten |
| --------- | ------ | ------ |
| 2002/2003 | 119e   | 7      |
| 2003/2004 | 141e   | 6      |
| 2005/2006 | 68e    | 79     |
| 2006/2007 | 28e    | 184    |
| 2007/2008 | 40e    | 185    |
| 2008/2009 | 43e    | 174    |

### Marathons
Ski Classics zeges
| Nr. | Datum           | Plaats  | Marathon     | Onderdeel                           |
| --- | --------------- | ------- | ------------ | ----------------------------------- |
| 1.  | 15 januari 2015 | Zuoz    | La Diagonela | 43 km klassieke stijl (massastart)  |
| 2.  | 2 december 2018 | Livigno | Proloog      | 28 km klassieke stijl (individueel) |